# Pleospora penicillus
Pleospora penicillus är en svampart som beskrevs av Fuckel 1874. Pleospora penicillus ingår i släktet Pleospora och familjen Pleosporaceae.  Arten är reproducerande i Sverige. Inga underarter finns listade i Catalogue of Life.